# Паркхерст (в'язниця)
Паркхерст (англ. HM Prison Parkhurst) — в'язниця в Англії у місті Паркхерст на острові Вайт. Місткість в'язниці 536 осіб.

## Історичні відомості
У 1778 році на місці сучасної в'язниці були засновані військовий госпіталь та сиротинець. У 1802 році заклад перетворено на колонію для неповнолітніх. У сорокових роках XIX століття тут готували неповнолітніх злочинців для відправлення у британські колонії Австралії та Нової Зеландії. Всього звідси було відправлено близько 1500 хлопчиків. Керівництво в'язниці використовувало безкоштовну дитячу працю. Наприклад начальник в'язниці капітан Джорджа Хол примушував хлопчиків виготовляти цеглу для будівництва нових блоків C та M.
У 1863 році заклад реорганізовано на в'язницю для дорослих. 1 квітня 2009 року «Пакхерст» було об'єднано з сусідніми в'язницями «Албані» та «Камп Хілл». Загальна місткість трьох закладів становить 1700 осіб.

## Відомі ув'язнені
- Пітер Вільям Саткліфф — серійний вбивця на прізвисько «Йоркширський різник». Перебував у в'язниці з 1981 по 1984 рік.
- Грехем Фредерік Янг — серійний вбивця на прізвисько «Отруйник з Бродмора». Помер у в'язниці у 1990 році[1].
- Іан Брейді  — серійний вбивця, зі своєю напарницею скоїв серію вбивств, які пізніше було названо «Вбивства на болотах». Був співкамерником Грехема Фредеріка Янга.